# Кубок Данії з футболу 1993—1994
Кубок Данії з футболу 1993–1994 — 40-й розіграш кубкового футбольного турніру в Данії. Титул вдруге здобув Брондбю.

## 1/8 фіналу
| Команда 1            | Рахунок | Команда 2        |
| -------------------- | ------- | ---------------- |
| Орхус                | 6:2     | Герфельге (2)    |
| Болдклуббен 1909 (2) | 3:0     | Копенгаген       |
| Брондбю              | 2:1     | Оденсе           |
| Фремад Амагер (2)    | 5:3     | Сківе ІК (4)     |
| Люнгбю               | 5:3     | Есб'єрг (2)      |
| Нествед              | 6:0     | Струер БК (4)    |
| Сількеборг           | 8:1     | Гольстебро (3)   |
| Ольборг              | 2:1     | Академіск БК (3) |

## 1/4 фіналу
| Команда 1  | Рахунок      | Команда 2            |
| ---------- | ------------ | -------------------- |
| Люнгбю     | 3:3 пен. 1:4 | Орхус                |
| Нествед    | 3:1          | Фремад Амагер (2)    |
| Сількеборг | 4:0          | Болдклуббен 1909 (2) |
| Ольборг    | 0:3          | Брондбю              |

## 1/2 фіналу
| Команда 1 | Заг. | Команда 2  | 1-й матч | 2-й матч |
| --------- | ---- | ---------- | -------- | -------- |
| Брондбю   | 9:1  | Орхус      | 6:0      | 3:1      |
| Нествед   | 5:3  | Сількеборг | 2:0      | 3:3      |

## Фінал
| 12 травня 1994 |

| Брондбю                                        | 0:0      | Нествед                                      |
| ---------------------------------------------- | -------- | -------------------------------------------- |
|                                                | Протокол |                                              |
|                                                | Пенальті |                                              |
| Гег · Даугаард · Пуггаард · Вільфорт · Б.Єнсен | 3:1      | Б'єрре · Yjy,j · Нільсен · Джуель · Гоугаард |

| Паркен, Копенгаген Глядачів: 27 069 Арбітр: Ларс Гернер |